# NGC 2029
NGC 2029，即ESO 56-EN156，是位於劍魚座的發射星雲，並且是大麥哲倫星系的一部份。NGC 2029和NGC 2032、NGC 2035以及NGC 2040都是由星雲和恆星組成的複合體的一部份。NGC 2029由天文學家詹姆士·敦洛普發現於1826年9月27日。NGC 2029的視星等為12.29，視直徑2.25角分。
NGC 2029和NGC 2030在天球上的座標在赫歇爾父子的星雲和星團總表與之後修訂並使用至今的NGC天體表中是顛倒的。原本編號GC 2029的NGC 2030是內部嵌入一個星團的獨立星雲，在天球上位於NGC 2029北方1.5度距離。